# José Agustín Morales
José Agustín Morales Mota (nació el 13 de enero de 1971 en Querétaro, Querétaro) es un exfutbolista y entrenador mexicano; se desempeñaba como Mediocampista.

## Trayectoria

### Futbolista
Debutó en la Primera División de México en la victoria como visitante del Cruz Azul 0-1 ante Atlas, en juego correspondiente a la Jornada 4 de la Temporada 1991-1992. Fue Campeón de Liga con Cruz Azul en el Invierno 1997. 
En junio de 1998, llegó a Club Santos Laguna, donde permaneció una Temporada. En el Invierno 1999 fue contratado por Celaya, equipo en el que se desempeñó con regularidad. Pasó a los Jaguares de Chiapas en el Apertura 2002; con los Naranjas permaneció durante tres torneos.
El Clausura 2004 jugó con Cruz Azul Oaxaca en la Primera División 'A', al concluir el torneo se retiró.

## Clubes

### Futbolista
| Club                | País   | Año           |
| ------------------- | ------ | ------------- |
| Cruz Azul           | México | 1990-1998     |
| Club Santos Laguna  | México | 1998-1999     |
| Atlético Celaya     | México | 1999-2002     |
| Jaguares de Chiapas | México | 2002-2003     |
| Cruz Azul Oaxaca    | México | Clausura 2004 |

## Selección nacional de México

### Categorías menores
Sub-23
| Torneo                   | Sede   | Resultado    |
| ------------------------ | ------ | ------------ |
| Juegos Olímpicos de 1992 | España | Primera fase |

## Palmarés

### Futbolista
Campeonatos nacionales
| Categoría                  | Título              | Club      | País   |
| -------------------------- | ------------------- | --------- | ------ |
| Copa México                | Copa México 1996-97 | Cruz Azul | México |
| Primera División de México | Invierno 1997       | Cruz Azul | México |

Campeonatos internacionales
| Título                                | Club      | Sede           | Año  |
| ------------------------------------- | --------- | -------------- | ---- |
| Copa de Campeones de la Concacaf 1996 | Cruz Azul | Guatemala      | 1997 |
| Copa de Campeones de la Concacaf 1997 | Cruz Azul | Estados Unidos | 1997 |